# Vehicle de comandament avançat

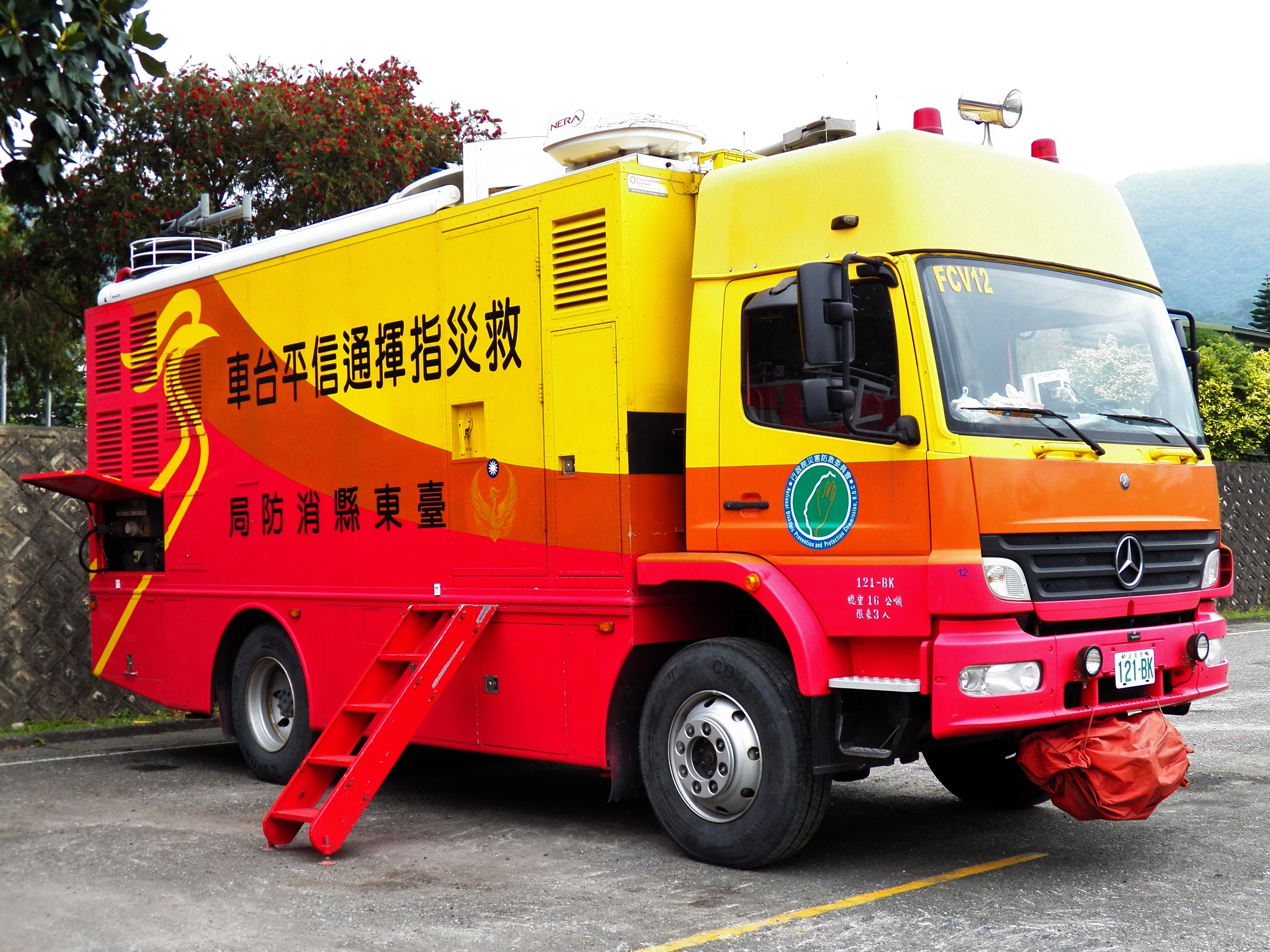
Vehicle de comandament avançat de Taitung, Taiwan

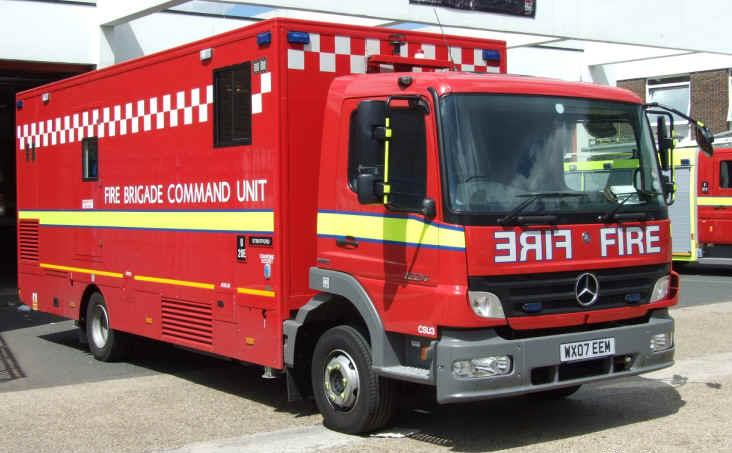
Vehicle de comandament avançat de Londres, Regne Unit

Un vehicle de comandament avançat és un vehicle de bombers que funciona com a Centre de Comandament Avançat (CCA), que és l'òrgan operatiu d'un cos de bombers que dirigeix les operacions d'actuació prop d'un sinistre i n'informa directament al centre de coordinació. En el CCA es coordinen els diferents grups d'actuació en una emergència important, rep les instruccions del director de l'emergència i li transmet tota la informació.

## Funcions
Les funcions del CCA són:
- Direcció estratègica de la intervenció per a la resolució de l'emergència i control del risc.
- Coordinació dels diferents grups d’actuació.
- Coordinació entre els diferents cossos dins de cada grup d’actuació.
- Centre de recepció, elaboració i transmissió d’informació.
- Vetllar per a la seguretat dels actuants i víctimes.
- Emetre informació a la població i als mitjans de comunicació.

## Equipament
L'equipament principal del vehicle de comandament avançat és: equips de radiocomunicacions, que a Catalunya utilitzen la Xarxa d’estàndard TETRA, anomenada Xarxa Rescat, telèfons fixos i mòbils, amb les corresponents antenes al sostre del vehicle; ordinadors amb les aplicacions de gestió d'incidències i de seguiment dels vehicles per GPS, amb possibilitat de connexió ADSL i Wi-Fi; sistema d'alimentació, amb generador, fonts d'alimentació i bateries. Pot tenir una sala per a reunions, o bé disposar d'una tenda de campanya per a aquest ús que es muntaria annexa. Altres equipaments són mapes, pissarra, estació meteorològica, càmera de vigilància.